# Два смо свијета различита
Два смо свијета различита је хумористичка ТВ серија из 2011. године.
Премијерно се приказивала 2011 године на ТВ1 а репризно на Нова ТВ за Хрватску током 2013. године и Федералној ТВ. У Србији, приказује је канал Нова С од 2022. године.

## Радња
Фадил Опанчић је припрости сељак и председник задруге у селу Доње Брабоњиште. Због малверзација које је починио у корист свог рођака Узеира, министра у Влади, приморан је бежати из села. Заједно са супругом Бахром и сином Пипуном сели се у Сарајево. Узеир користи свој положај те свом рођаку Фадилу осигура простран стан у центру и место управника градског позоришта.
Породица Опанчић тако усељава у стан тачно изнад стана где живе Господнетићи. 
Јосип и Ана Господнетић су урбани људи са савременим погледима на живот и размишљања.
Спој две различите културе, два начина живота од првог дана доласка Опанчића показује све оно с чиме се многи данас сусрећу тј. с једне стране примитивизам и некултура а с друге бахатост и гледање других с висине.
Опанчићи и Господнетићи тако почињу своју свакодневницу где су присиљени гледати једни у друге, свађајући се и подмећући једни другима.

## Улоге
| Глумац                | Улога              |
| --------------------- | ------------------ |
| Емир Хаџихафизбеговић | Фадил Опанчић      |
| Жељко Дувњак          | Јосип Господнетић  |
| Нермин Омић           | Осман              |
| Јасна Бери            | Бахра              |
| Татјана Шојић         | Ана                |
| Роберт Крајиновић     | Јернеј Шмирк       |
| Иван Бекјарев         | Узеир              |
| Арма Тановић          | Сенада             |
| Ади Хрустемовић       | Пипун              |
| Драган Јовичић        | председник странке |
| Мирсад Тука           | Руждија            |
| Харис Бурина          | Нурко              |
| Аднан Хасковић        | Лаки               |
| Семир Кривић          | Велија             |
| Армиш Машић           | шеф мафије         |
| Ријад Гвозден         | председников син   |
| Младен Нелевић        | Милун              |
| Слађана Зрнић         | Данијела           |
| Ања Станић            | Софија             |

## Епизоде
- Серија је се почела приказивати почетком априла 2011. године.
- Датуми емитовања су унесени у складу с премијерним емитовањем на ТВ 1.

| Бр. еп. (сер./сез.) | Наслов                  | Премијера       |
| ------------------- | ----------------------- | --------------- |
| 1 / 1               | Бјежанија               | 2. април 2011.  |
| 2 / 1               | Велико отварање         | 9. април 2011.  |
| 3 / 1               | Златни микрофон         | 16. април 2011. |
| 4 / 1               | Сајбер Бахра            | 23. април 2011. |
| 5 / 1               | Из Русије са љубављу    | 30. април 2011. |
| 6 / 1               | Манекенска посла        | 7. мај 2011.    |
| 7 / 1               | Исцјелитељ              | 14. мај 2011.   |
| 8 / 1               | Исповјест порно диве    | 21. мај 2011.   |
| 9 / 1               | Аукција                 | 28. мај 2011.   |
| 10 / 1              | Изборна хроника         | 4. јун 2011.    |
| 11 / 1              | Дракула 3Д              | 11. јун 2011.   |
| 12 / 1              | О покојнику све најбоље | 18. јун 2011.   |
| 13 / 1              | Зечија илузија          | 25. јун 2011.   |
| 14 / 1              | Повратак Руждије        | 2. јул 2011.    |